# Église Notre-Dame-de-l'Assomption de Gruissan
Pour les articles homonymes, voir Notre-Dame-de-l'Assomption.
L'église Notre-Dame-de-l'Assomption de Gruissan est une église paroissiale catholique située aux pieds de la Tour Barberousse, au cœur de la circulade dont est constituée la partie ancienne du village de Gruissan, dans l’Aude (département de la région française du Languedoc-Roussillon).
L'édifice est référencé dans la base Mérimée et à l'Inventaire général Région Occitanie.

## Historique et description
Probablement construite au XIVe siècle, voire au XIIIe siècle, l’église Notre-Dame de l'Assomption de Gruissan fut d'abord une église fortifiée, ce dont témoignent encore au XXIe siècle plusieurs meurtrières conservées dans leurs dimensions d’origine, d'autres ayant été élargies pour laisser pénétrer la lumière. Elle abrite un tableau de Jacques Gamelin, peint en 1797, qui représente saint Pierre, patron des pêcheurs. Cette toile fut exécutée sur commande de la municipalité pour célébrer la mémoire de trente-deux pêcheurs gruissanais qui périrent lors d’un terrible accident le 10 ventôse an V.

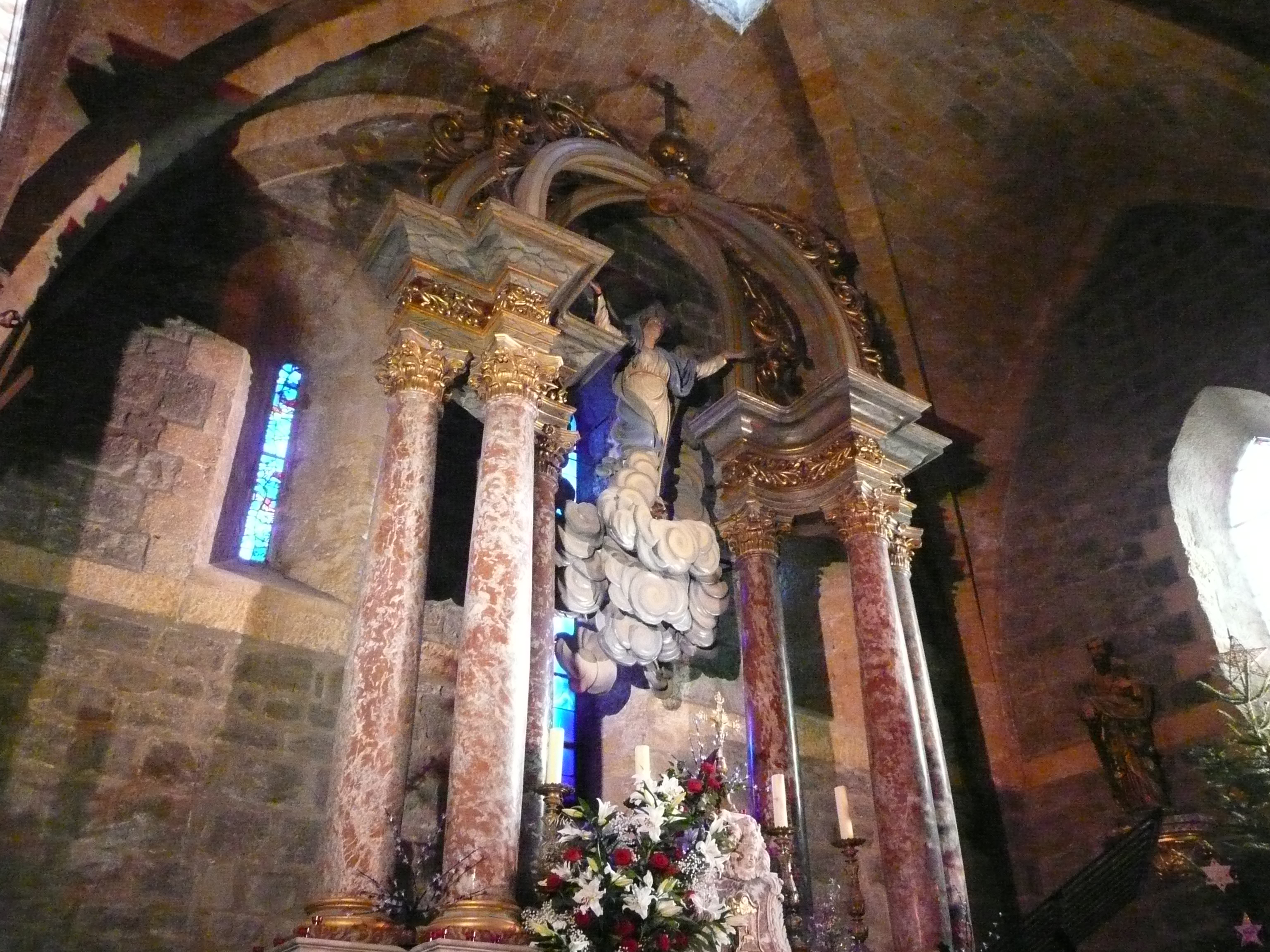
Baldaquin à six colonnes en marbre rose de Caunes-Minervois.

La nef à quatre travées est surmontée d'une charpente apparente soutenue par « des arcs diaphragmes très massifs retombant par l'intermédiaire d'impostes sur des piédroits massifs », tandis que le chœur de l’église est voûté d’ogives, de même que la chapelle latérale. Cette chapelle, consacrée à la Vierge, fut créée au milieu du XIXe siècle sur l’emplacement de l’ancien porche d’entrée de l’église. Elle accueille trois statues en bois : au centre, une Vierge à l’Enfant, entourée à sa droite d’un saint Joseph et à sa gauche d’un saint Dominique.
Le maître-autel est coiffé d’un baldaquin composé de six colonnes en marbre rose de Caunes-Minervois, de dimensions particulièrement imposantes, son sommet atteignant presque celui des voûtes, qui furent exhaussées pour l’occasion en 1787. Don d’Arthur Richard Dillon, seigneur de Gruissan et dernier archevêque de Narbonne, ce retable a ensuite été remanié après la Révolution et notamment complété d’une statue en bois polychrome représentant l’Assomption de Marie.
Le clocher de l’église est une ancienne tour de guet du village fortifié.

## Saint Pierre, patron des pêcheurs

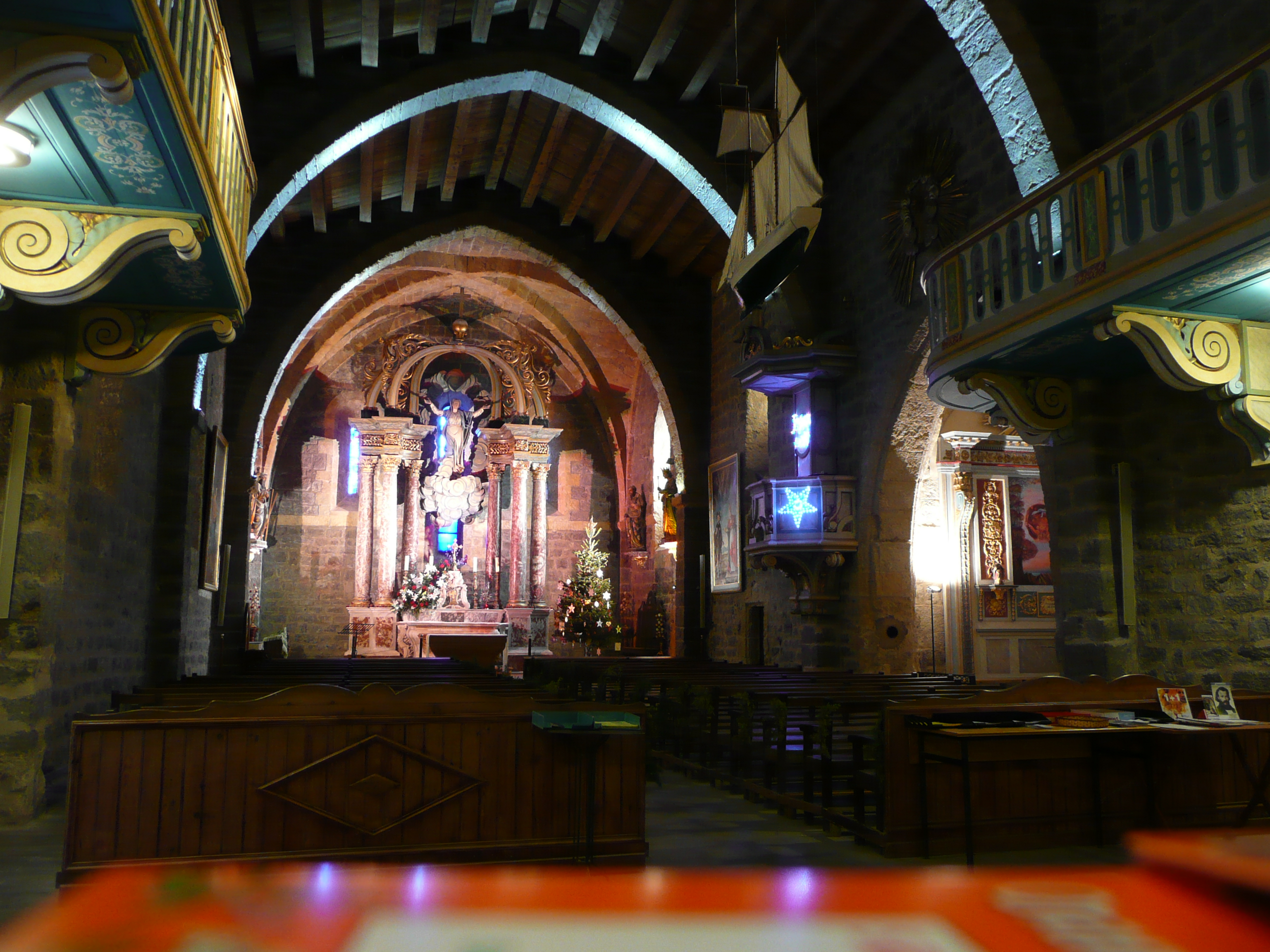
Vue depuis le fond de l’église.

Tous les 29 juin, jour de la Saint-Pierre, l’église et le village accueillent la fête des pêcheurs.